# Fernando Pimenta
Fernando Ismael Fernandes Pimenta (Ponte de Lima, 13 agosto 1989) è un canoista portoghese.

## Palmarès
- Giochi olimpici

Londra 2012: argento nel K2 1000 metri.
Tokyo 2020: bronzo nel  K1 1000 metri.
- Mondiali - Velocità

Poznań 2010: argento nel K2 500 metri.
Mosca 2014: argento nel K4 1000 metri.
Milano 2015: bronzo nel K1 1000 metri.
Račice 2017: oro nel K1 5000 metri e argento nel K1 1000 metri.
Montemor-o-Velho 2018: oro nel K1 1000m e nel K1 5000m.
Seghedino 2019: bronzo nel K1 1000m e nel K1 5000m.
Duisbrug 2023: oro nel K1 1000m , bronzo nel k1 500m e argento nel k1 5000m.
- Europei - Sprint

Belgrado 2011: oro nel K4 1000 metri, bronzo nel K1 1000 metri.
Montemor-o-Velho 2013: argento nel K4 1000 metri, argento nel K1 5000 metri.
Brandeburgo 2014: bronzo nel K1 5000 metri, bronzo nel K4 1000 metri.
Račice 2015: argento nel K4 1000m e bronzo nel K1 1000m.
Mosca 2016: oro nel K1 1000 metri, oro nel K1 5000 metri.
Plovdiv 2017: oro nel K1 1000 metri e argento nel K1 5000 metri.
Belgrado 2018: oro nel K1 1000m, argento nel K1 5000m e bronzo nel K1 500m.
- Giochi europei

Minsk 2019: argento nel K1 1000m e nel K1 5000m.
- Giochi del Mediterraneo

Tarragona 2018: argento nel K1 500m.
- Universiadi

Kazan' 2013: oro nel K1 500 metri, oro nel K1 1000 metri.